# Roscoea praecox
Roscoea praecox là một loài thực vật có hoa trong họ Gừng. Loài này được Karl Moritz Schumann miêu tả khoa học đầu tiên năm 1904. Mẫu vật định danh Henry n. 11117 thu thập ở độ cao 1.600 m.

## Từ nguyên
Tính từ định danh praecox có nghĩa là "sớm", do R. praecox ra hoa trước khi lá phát triển đầy đủ.

## Phân bố, môi trường sống
Sườn đồi cây bụi, núi có cỏ; ở cao độ 1.600-2.300 m tại Vân Nam, Trung Quốc.

## Mô tả
Cây cao 7-30 cm. Lá không phiến lá 4-5, có gân màu nâu ánh hồng, mép trong suốt, đỉnh tù. Lá thông thường không có khi nở hoa, đôi khi có 1 hoặc 2 lá ngắn, kém phát triển; lưỡi bẹ dường như không được nâng lên. Cụm hoa thò ra từ bẹ lá; cuống được bao quanh hoặc thò ra; lá bắc màu ánh lục, hình mũi mác, 4-6,5 cm. Hoa 1-3 nở cùng nhau, màu tím, tía hay trắng. Đài hoa 3-4,5 cm, đỉnh 2 răng. Ống tràng hoa hiếm khi thò ra từ đài hoa; các thùy hình mũi mác, bằng nhau, ~3 cm. Các nhị lép bên hình thoi, 1,7-2,5 cm, gân giữa yếu, gốc thu hẹp thành vuốt. Cánh môi uốn ngược, đốm màu trắng ở phần tiếp giáp của phiến cánh môi và vuốt, hình trứng ngược, 2,5-4 × 1,5-2 cm bao gồm cả vuốt dài 7 mm, đỉnh 2 khe trên 1/2 chiều dàiphiến cánh môi; các thùy đôi khi có khía răng cưa ở đỉnh. Bao phấn màu kem; cựa liên kết ~7 mm. Ra hoa tháng 4-6.
R. praecox thuộc về nhánh Trung Quốc của chi Roscoea. Các loài có quan hệ họ hàng gần bao gồm R. cautleyoides, R. humeana và R. wardii.